# 下鼻甲介
下鼻甲介（かびこうがい）は、頭蓋骨を構成する骨である。

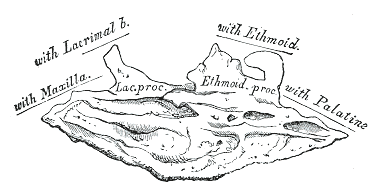
右下鼻甲介。内側の表面。
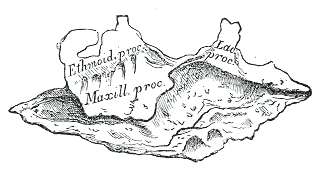
右下鼻甲介。側面。
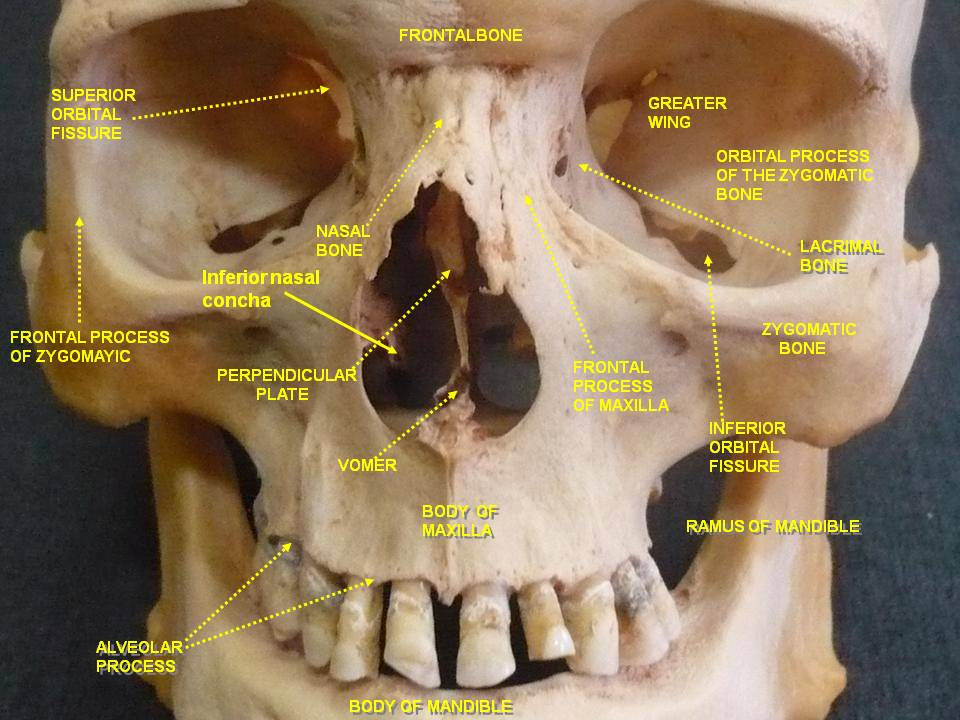
人間の頭蓋骨。下鼻甲介。